# Premi Cóndor de Plata al millor guió original de ficció
El Premi Cóndor de Plata al millor guió original és un dels guardons lliurats anualment per l'Asociación de Cronistas Cinematográficos de la Argentina.
Està destinat a distingir els millors guions originals de les pel·lícules que van ser estrenades en l'últim any a la República Argentina.

## Guardonats
| Any  | Guionista                                                                          | Pel·lícula                                                       |
| ---- | ---------------------------------------------------------------------------------- | ---------------------------------------------------------------- |
| 2020 | Santiago Loza                                                                      | Breve historia del planeta verde                                 |
| 2019 | Mariano Llinás                                                                     | La Flor                                                          |
| 2018 | Diego Lerman i María Meira Julia Solomonoff i Christina Lazaridi                   | Una especie de familia Nadie nos mira                            |
| 2017 | Ariel Rotter                                                                       | La luz incidente                                                 |
| 2016 | Ana Katz i Inés Bortagaray                                                         | Mi amiga del parque                                              |
| 2015 | Diego Lerman i María Meira                                                         | Refugiado                                                        |
| 2014 | Juan Taratuto                                                                      | La reconstrucción                                                |
| 2013 | Nicolás Giacobone i Armando Bó Jr Benjamín Ávila i Marcelo Müller                  | El último Elvis Infancia clandestina                             |
| 2012 | Santiago Mitre                                                                     | El estudiante                                                    |
| 2011 | Andrés Duprat                                                                      | El hombre de al lado                                             |
| 2010 | Andrés Duprat                                                                      | El artista                                                       |
| 2009 | Lucia Cedrón, Santiago Giralt i Thomas Philippon Aginksi                           | Cordero de Dios                                                  |
| 2008 | Ariel Rotter                                                                       | El otro                                                          |
| 2007 | Daniel Burman                                                                      | Derecho de familia                                               |
| 2006 | Fabián Bielinsky                                                                   | El aura                                                          |
| 2005 | Leonardo Di Cesare i Hans Garrino                                                  | Buena Vida Delivery                                              |
| 2004 | Alejandro Agresti                                                                  | Valentín                                                         |
| 2003 | Pablo Solarz                                                                       | Historias mínimas                                                |
| 2002 | Juan José Campanella i Fernando Castets                                            | El hijo de la novia                                              |
| 2001 | Fabián Bielinsky                                                                   | Nueve reinas                                                     |
| 2000 | Juan José Campanella i Fernando Castets                                            | El mismo amor, la misma lluvia                                   |
| 1999 | Oscar Placencia i Raúl Brambilla Bruno Stagnaro i Adrián Caetano                   | Sus ojos se cerraron y el mundo sigue andando Pizza, birra, faso |
| 1998 | Alejandro Agresti                                                                  | Buenos Aires viceversa                                           |
| 1997 | José Pablo Feinmann                                                                | Eva Perón                                                        |
| 1996 | Juan Bautista Stagnaro i Rodolfo Mórtola                                           | Casas de fuego                                                   |
| 1995 | Tristán Bauer i Carolina Scaglione                                                 | Cortázar                                                         |
| 1994 | Jorge Zuhair Jury i Leonardo Favio Graciela Maglie, Lita Stantic i Gabriela Massuh | Gatica, el mono Un muro de silencio                              |
| 1993 | Adolfo Aristarain, Kathy Saavedra i Alberto Lecchi                                 | Un lugar en el mundo                                             |
| 1992 | Tristán Bauer, Rubén Álvarez i Graciela Moglie                                     | Después de la tormenta                                           |
| 1991 | Eliseo Subiela                                                                     | Últimas imágenes del naufragio                                   |
| 1990 | Hugo Santiago, Juan José Saer i Jorge Semprún                                      | Las veredas de Saturno                                           |
| 1988 | Eduardo Leiva Muller i Miguel Pereira                                              | La deuda interna                                                 |
| 1986 | Aída Bortnik i Luis Puenzo                                                         | La historia oficial                                              |
| 1985 | Alejandro Doria i Jacobo Langsner                                                  | Darse cuenta                                                     |
| 1983 | Oscar Viale i Jorge Goldenberg                                                     | Plata dulce                                                      |
| 1982 | Adolfo Aristarain                                                                  | Tiempo de revancha                                               |
| 1973 | José Dominiani i Osvaldo Bayer                                                     | La maffia                                                        |
| 1971 | Raúl de la Torre i Héctor Grossi                                                   | Juan Lamaglia y Sra.                                             |
| 1970 | David José Kohon Jorge Luis Borges i Adolfo Bioy Casares                           | Breve cielo Invasión                                             |
| 1969 | Roberto Cossa                                                                      | Tute cabrero                                                     |
| 1968 | Jorge Zuhair Jury, Carlos Flores i Leonardo Favio                                  | El romance del Aniceto y la Francisca                            |
| 1967 | Beatriz Guido                                                                      | El ojo que espía                                                 |
| 1966 | Jorge Zuhair Jury                                                                  | Crónica de un niño solo                                          |
| 1962 | David José Kohon                                                                   | Tres veces Ana                                                   |
| 1961 | Eduardo Borrás                                                                     | La patota                                                        |
| 1960 | Leopoldo Torres Ríos                                                               | Aquello que amamos                                               |
| 1959 | David Viñas                                                                        | El jefe                                                          |
| 1955 | Nora Celso i Francisco Guerreño Luis César Amadori i Pedro Miguel Obligado         | El cura Lorenzo El grito sagrado                                 |
| 1954 | Sixto Pondal Ríos i Carlos Olivari                                                 | Dock Sud                                                         |
| 1953 | Carlos Borcosque, Antonio Pagés Larraya i Leopoldo Torre Nilsson                   | Facundo, el tigre de los llanos                                  |
| 1951 | Carlos Orlando i Homero Manzi                                                      | Escuela de campeones                                             |
| 1950 | Pedro Miguel Obligado                                                              | Almafuerte                                                       |
| 1946 | Tulio Demicheli                                                                    | Cuando en el cielo pasen lista                                   |
| 1945 | Roberto Talice i Eliseo Montaine                                                   | Centauros del pasado                                             |
| 1944 | Eliseo Montaine                                                                    | Tres hombres del río                                             |
| 1943 | Hugo Mac Dougall                                                                   | Malambo                                                          |